# Procambarus pallidus
Procambarus pallidus är en kräftdjursart som först beskrevs av Hobbs 1940.  Procambarus pallidus ingår i släktet Procambarus och familjen Cambaridae. IUCN kategoriserar arten globalt som nära hotad. Inga underarter finns listade i Catalogue of Life.